# 愛情白皮書
《愛情白皮書》是日本漫畫家柴門文的漫畫作品和以此為原作的日本電視劇。

## 電視劇

### 1993年日本版
日本富士電視台1993年10月11日至12月20日每週禮拜一21:00～21:54（日本時間）播出的電視連續劇，全11話，由石田光、筒井道隆共同主演。

#### 登場人物
- 園田成美：石田光（香港亞視配音：朱妙蘭；香港有線配音：沈小蘭）
- 掛居保：筒井道隆（香港亞視配音：雷霆）
- 取手治：木村拓哉（香港亞視配音：羅偉傑→鄺樹培；香港有線配音：黄健强）
- 東山星香：鈴木杏樹（香港亞視配音：黃玉娟）
- 松岡純一郎：西島秀俊（香港亞視配音：陳旭明）
- 砂田トキエ：黑澤あすか（香港亞視配音：曾秀清）
- 町田京子：杉山彩子（香港亞視配音：曾秀清）
- 園田晴美：森尾由美
- 保の友人：田邊誠一
- 秋庭宗輔：岩城滉一
- 東山空良：青柳翔
- 掛居光子：加賀まりこ（香港亞視配音：譚淑英；香港有線配音：陳安瑩）

#### 製作人員
- 原作 - 柴門文
- 腳本 - 北川悅吏子
- 製作 - 龜山千廣
- 演出 - 木村達昭、新城毅彥、臼井裕詞
- 音樂 - S.E.N.S.
- 主題歌：藤井郁彌 「TRUE LOVE」
- 插入歌：峠惠子 「ひとさじの勇気」
- 插入歌：Chage & Aska 「You Are Free」

#### 放送紀錄
| 各話   | 副題                                            | 放送日         | 收視率 | 備考 |
| ------ | ----------------------------------------------- | -------------- | ------ | ---- |
| 第1話  | 運命の恋                                        | 1993年10月11日 | 24.7%  |      |
| 第2話  | とどかぬ想い…                                   | 1993年10月18日 | 26.8%  |      |
| 第3話  | ハッピーエンド…                                 | 1993年10月25日 | 23.9%  |      |
| 第4話  | 悲しい予感                                      | 1993年11月1日  | 23.8%  |      |
| 第5話  | 彼が別れを口にする                              | 1993年11月8日  | 25.2%  |      |
| 第6話  | 運命のいたずら                                  | 1993年11月15日 | 27.3%  |      |
| 第7話  | 君に逢えなくなるなんて…                         | 1993年11月22日 | 25.3%  |      |
| 第8話  | 友の死、そして別れ                              | 1993年11月29日 | 29.3%  |      |
| 第9話  | 想い出にならない                                | 1993年12月6日  | 28.8%  |      |
| 第10話 | さよならが痛い…                                 | 1993年12月13日 | 27.6%  |      |
| 第11話 | あの頃の君に逢いたい…終わることのない愛と青春に | 1993年12月20日 | 31.9%  | 84分 |

#### 作品的變遷
| 富士電視台系列 月9                | 富士電視台系列 月9                   | 富士電視台系列 月9 |
| --------------------------------- | ------------------------------------ | ------------------ |
|                                   | 愛情白皮書 (1993.10.11 - 1993.12.20) |                    |
| 淘氣乖乖女 (1993.7.5 - 1993.9.20) | 愛沒有明天 (1994.1.10 - 1994.3.28)   |                    |

### 2002年中視版
台灣中視2002年4月26日至9月13日播出的電視連續劇，全21話，由楊丞琳、余文樂、彭于晏、范瑋琪、李元伯五人共同主演。

### 關連項目
- 富士電視台週一晚間九點連續劇（月9）